# لوتوس ۲۷
لوتوس ۲۷ (به انگلیسی: Lotus 27) یک خودروی مسابقه‌ای است که در سال ۱۹۶۳ تولید شده‌است. خودروی مسابقه‌ای لوتوس ۲۷ در سال ۱۹۶۳ طراحی شد و در فصل مسابقات فرمول ۲ سال ۱۹۶۴ مورد استفاده قرار گرفت. لوتوس ۲۷، به عنوان جانشین لوتوس ۲۵ در مسابقات فرمول ۲ معرفی شد و با داشتن موتور فورد کاپری ۱۰۰۰ سی‌سی و با وزن کمتر از ۴۵۰ کیلوگرم، جزء خودروهای موفق فصل ۱۹۶۴ شد. لوتوس ۲۷ توسط رانندگان معروفی مانند جیم کلارک و برایان ردمن در مسابقات استفاده شد.
موتور آن ۱۰۹۸ سی‌سی و سیستم جعبه‌دندهٔ آن ۵ دنده به صورت دستی است. بدنه آن مونوکوک آلومینیومی با دیوارهای فولادی بود. در ابتدا با طرفین فایبرگلاس طراحی شده بود که منجر به مشکلات خم شدن و منجر به جایگزینی آنها با آلومینیوم شد. در خودروی تولید شده از بدنه آلومینیومی استفاده شده است. استفاده از آلامینیوم در بدنه این خودرو باعث کاهش وزن آن شد. کاهش وزن خودرو منجر به شتاب و سرعت بیشتر خودرو در پیست مسابقه شد.
ماشین های تیم لوتوس توسط ران هریس رانندگی می‌شد و پیتر آروندل پس از حل مشکلات اولیه، قهرمانی بریتانیا در سال 1963 را به دست آورد.